# Kvalifikace na Mistrovství světa ve fotbale 2018 (CAF) – druhá fáze
Druhá fáze kvalifikace se odehrála od 11. to 17. listopadu 2015.

## Druhá fáze
| Domácí v 1. zápase | Celkem            | Hosté v 1. zápase     | 1. zápas | 2. zápas |
| ------------------ | ----------------- | --------------------- | -------- | -------- |
| Niger              | 0–3               | Kamerun               | 0–3      | 0–0      |
| Mauritánie         | 2–4               | Tunisko               | 1–2      | 1–2      |
| Namibie            | 0–3               | Guinea                | 0–1      | 0–2      |
| Etiopie            | 4–6               | Konžská republika     | 3–4      | 1–2      |
| Čad                | 1–4               | Egypt                 | 1–0      | 0–4      |
| Komory             | 0–2               | Ghana                 | 0–0      | 0–2      |
| Svazijsko          | 0–2               | Nigérie               | 0–0      | 0–2      |
| Botswana           | 2–3               | Mali                  | 2–1      | 0–2      |
| Burundi            | 2–6               | DR Kongo              | 2–3      | 0–3      |
| Libérie            | 0–4               | Pobřeží slonoviny     | 0–1      | 0–3      |
| Madagaskar         | 2–5               | Senegal               | 2–2      | 0–3      |
| Keňa               | 1–2               | Kapverdy              | 1–0      | 0–2      |
| Tanzanie           | 2–9               | Alžírsko              | 2–2      | 0–7      |
| Súdán              | 0–3               | Zambie                | 0–1      | 0–2      |
| Libye              | 4–1               | Rwanda                | 1–0      | 3–1      |
| Maroko             | 2–1               | Rovníková Guinea      | 2–0      | 0–1      |
| Mosambik           | 1–1 (3–4 penalta) | Gabon                 | 1–0      | 0–1      |
| Benin              | 2–3               | Burkina Faso          | 2–1      | 0–2      |
| Togo               | 0–4               | Uganda                | 0–1      | 0–3      |
| Angola             | 1–4               | Jihoafrická republika | 1–3      | 0–1      |

| 13.11.2015 16:00 UTC+1 |                            |                                                         |                                                                                              |
| Niger                  | 0–3                        | Kamerun                                                 | Stade Général Seyni Kountché, Niamey diváci: 20,000 rozhodčí: Noureddine El Jaafari (Maroko) |
|                        | Report (FIFA) Report (CAF) | Stéphane Mbia 36' Vincent Aboubakar 39' Edgar Salli 40' | Stade Général Seyni Kountché, Niamey diváci: 20,000 rozhodčí: Noureddine El Jaafari (Maroko) |

| 17.11.2015 15:00 UTC+1 |                            |       |                                                                            |
| Kamerun                | 0–0                        | Niger | Stade Ahmadou Ahidjo, Yaoundé diváci: 5,000 rozhodčí: Gehad Grisha (Egypt) |
|                        | Report (FIFA) Report (CAF) |       | Stade Ahmadou Ahidjo, Yaoundé diváci: 5,000 rozhodčí: Gehad Grisha (Egypt) |

| 13.11.2015 17:00 UTC±0 |                            |                                        |                                                                                |
| Mauritánie             | 1–2                        | Tunisko                                | Stade Olympique, Nouakchott diváci: 9,000 rozhodčí: Eric Otogo-Castane (Gabon) |
| Oumar N'Diaye 22'      | Report (FIFA) Report (CAF) | Wahbi Khazri 62' Yassine Chikhaoui 68' | Stade Olympique, Nouakchott diváci: 9,000 rozhodčí: Eric Otogo-Castane (Gabon) |

| 17.11.2015 18:00 UTC+1              |                            |                          |                                                                              |
| Tunisko                             | 2–1                        | Mauritánie               | Stade Olympique de Radès, Radès diváci: 3,000 rozhodčí: Denis Batte (Uganda) |
| Syam Ben Youssef 51' Saad Bguir 84' | Report (FIFA) Report (CAF) | Cheikh Moulaye Ahmed 71' | Stade Olympique de Radès, Radès diváci: 3,000 rozhodčí: Denis Batte (Uganda) |

| 12.11.2015 16:00 UTC+2 |                            |                |                                                                              |
| Namibie                | 0–1                        | Guinea         | Sam Nujoma stadion, Windhoek diváci: 2,000 rozhodčí: Rédouane Jiyed (Maroko) |
|                        | Report (FIFA) Report (CAF) | Naby Keïta 27' | Sam Nujoma stadion, Windhoek diváci: 2,000 rozhodčí: Rédouane Jiyed (Maroko) |

| 15.11.2015 19:00 UTC±0           |                            |         |                                                                                                 |
| Guinea                           | 2–0                        | Namibie | Stade Mohamed V, Casablanca (Maroko) diváci: 1,000 rozhodčí: Bienvenu Sinko (Pobřeží slonoviny) |
| Idrissa Sylla 43' Naby Keïta 79' | Report (FIFA) Report (CAF) |         | Stade Mohamed V, Casablanca (Maroko) diváci: 1,000 rozhodčí: Bienvenu Sinko (Pobřeží slonoviny) |

| 14.11.2015 16:00 UTC+3                                    |                            |                                                                             |                                                                                        |
| Etiopie                                                   | 3–4                        | Konžská republika                                                           | Addis Ababa stadion, Addis Abeba diváci: 30,000 rozhodčí: Mohamed Said Kordi (Tunisko) |
| Getaneh Kebede 41' Dawit Fekadu 82' Shimelis Bekele 90+1' | Report (FIFA) Report (CAF) | Thievy Bifouma 43' Fabrice Ondama 63' Delvin N'Dinga 75' Hardy Binguila 81' | Addis Ababa stadion, Addis Abeba diváci: 30,000 rozhodčí: Mohamed Said Kordi (Tunisko) |

| 17.11.2015 16:00 UTC+1                 |                            |                    |                                                                                              |
| Konžská republika                      | 2–1                        | Etiopie            | Stade Alphonse Massemba-Débat, Brazzaville diváci: 17,000 rozhodčí: El Fadil Mohamed (Súdán) |
| Francis N'Ganga 48' Thievy Bifouma 53' | Report (FIFA) Report (CAF) | Getaneh Kebede 28' | Stade Alphonse Massemba-Débat, Brazzaville diváci: 17,000 rozhodčí: El Fadil Mohamed (Súdán) |

| 14.11.2015 15:30 UTC+1  |                            |       |                                                                                                   |
| Čad                     | 1–0                        | Egypt | Stade Omnisports Idriss Mahamat Ouya, N'Djamena diváci: 10,000 rozhodčí: Ferdinand Udoh (Nigérie) |
| Ezechiel N'Douassel 73' | Report (FIFA) Report (CAF) |       | Stade Omnisports Idriss Mahamat Ouya, N'Djamena diváci: 10,000 rozhodčí: Ferdinand Udoh (Nigérie) |

| 17.11.2015 18:30 UTC+2                                            |                            |     |                                                                                        |
| Egypt                                                             | 4–0                        | Čad | Borg El Arab stadion, Alexandrie diváci: 35,000 rozhodčí: Thierry Nkurunziza (Burundi) |
| Mohamed Elneny 5' Abdallah Said 10' Ahmed Hassan Mahgoub 36', 40' | Report (FIFA) Report (CAF) |     | Borg El Arab stadion, Alexandrie diváci: 35,000 rozhodčí: Thierry Nkurunziza (Burundi) |

| 13.11.2015 15:00 UTC+3 |                            |       |                                                                                           |
| Komory                 | 0–0                        | Ghana | Stade Said Mohamed Cheikh, Mitsamiouli diváci: 7,000 rozhodčí: Norman Matemera (Zimbabwe) |
|                        | Report (FIFA) Report (CAF) |       | Stade Said Mohamed Cheikh, Mitsamiouli diváci: 7,000 rozhodčí: Norman Matemera (Zimbabwe) |

| 17.11.2015 15:00 UTC±0             |                            |        |                                                                               |
| Ghana                              | 2–0                        | Komory | Baba Yara stadion, Kumasi diváci: 16,480 rozhodčí: Mohamed Ragab Omar (Libye) |
| Wakaso Mubarak 18' Jordan Ayew 85' | Report (FIFA) Report (CAF) |        | Baba Yara stadion, Kumasi diváci: 16,480 rozhodčí: Mohamed Ragab Omar (Libye) |

| 13.11.2015 19:00 UTC+2 |                            |         |                                                                                   |
| Svazijsko              | 0–0                        | Nigérie | Somhlolo National stadion, Lobamba diváci: 5,918 rozhodčí: Akintoye Koole (Benin) |
|                        | Report (FIFA) Report (CAF) |         | Somhlolo National stadion, Lobamba diváci: 5,918 rozhodčí: Akintoye Koole (Benin) |

| 17.11.2015 16:00 UTC+1          |                            |           |                                                                                             |
| Nigérie                         | 2–0                        | Svazijsko | Adokiye Amiesimaka stadion, Port Harcourt diváci: 27,000 rozhodčí: Jackson Pavaza (Namibie) |
| Moses Simon 51' Efe Ambrose 87' | Report (FIFA) Report (CAF) |           | Adokiye Amiesimaka stadion, Port Harcourt diváci: 27,000 rozhodčí: Jackson Pavaza (Namibie) |

| 14.11.2015 18:00 UTC+2                 |                            |               |                                                                                |
| Botswana                               | 2–1                        | Mali          | Francistown stadion, Francistown diváci: 26,223 rozhodčí: Ali Adelaïd (Komory) |
| Tapiwa Gadibolae 14' Joel Mogorosi 24' | Report (FIFA) Report (CAF) | Samba Sow 56' | Francistown stadion, Francistown diváci: 26,223 rozhodčí: Ali Adelaïd (Komory) |

| 17.11.2015 19:00 UTC±0                    |                            |          |                                                                               |
| Mali                                      | 2–0                        | Botswana | Stade du 26 Mars, Bamako diváci: 15,000 rozhodčí: Ali Lemghaifry (Mauritánie) |
| Cheick Diabaté 10' (pen.) Bakary Sako 30' | Report (FIFA) Report (CAF) |          | Stade du 26 Mars, Bamako diváci: 15,000 rozhodčí: Ali Lemghaifry (Mauritánie) |

| 12.11.2015 15:30 UTC+2 |                            |                                                  |                                                                                                 |
| Burundi                | 2–3                        | DR Kongo                                         | Prince Louis Rwagasore stadion, Bujumbura diváci: 8,000 rozhodčí: Mbongseni Fakudze (Svazijsko) |
| Cédric Amissi 38', 83' | Report (FIFA) Report (CAF) | Yannick Bolasie 5' Firmin Ndombe Mubele 86', 88' | Prince Louis Rwagasore stadion, Bujumbura diváci: 8,000 rozhodčí: Mbongseni Fakudze (Svazijsko) |

| 15.11.2015 15:30 UTC+1                         |                            |                                                           |                                                                                         |
| DR Kongo                                       | 3–0                        | Burundi                                                   | Stade des Martyrs, Kinshasa diváci: 80,000 rozhodčí: Luelseghed Ghebremichael (Eritrea) |
| Michaël Nkololo 17' Yannick Bolasie 78' (pen.) | Report (FIFA) Report (CAF) | Dieumerci Mbokani 28' (vl.) Fiston Abdul Razak 89' (pen.) | Stade des Martyrs, Kinshasa diváci: 80,000 rozhodčí: Luelseghed Ghebremichael (Eritrea) |

| 13.11.2015 16:00 UTC±0 |                            |                         |                                                                                         |
| Libérie                | 0–1                        | Pobřeží slonoviny       | Antoinette Tubman stadion, Monrovia diváci: 12,000 rozhodčí: Youssef Essrayri (Tunisko) |
|                        | Report (FIFA) Report (CAF) | Gohi Bi Zoro Cyriac 44' | Antoinette Tubman stadion, Monrovia diváci: 12,000 rozhodčí: Youssef Essrayri (Tunisko) |

| 17.11.2015 17:00 UTC±0              |                            |         |                                                                                                 |
| Pobřeží slonoviny                   | 3–0                        | Libérie | Stade Félix Houphouët-Boigny, Abidžan diváci: 13,000 rozhodčí: Lazard Tsiba (Konžská republika) |
| Giovanni Sio 16', 35' Jean Seri 64' | Report (FIFA) Report (CAF) |         | Stade Félix Houphouët-Boigny, Abidžan diváci: 13,000 rozhodčí: Lazard Tsiba (Konžská republika) |

| 13.11.2015 14:30 UTC+3                                |                            |                                     |                                                                                             |
| Madagaskar                                            | 2–2                        | Senegal                             | Mahamasina Municipal stadion, Antananarivo diváci: 24,000 rozhodčí: Hudu Munyemana (Rwanda) |
| Faneva Imà Andriatsima 27' Njiva Rakotoharimalala 59' | Report (FIFA) Report (CAF) | Mame Biram Diouf 71' Sadio Mané 81' | Mahamasina Municipal stadion, Antananarivo diváci: 24,000 rozhodčí: Hudu Munyemana (Rwanda) |

| 17.11.2015 19:00 UTC±0                                      |                            |            |                                                                                     |
| Senegal                                                     | 3–0                        | Madagaskar | Stade Léopold Sédar Senghor, Dakar diváci: 35,000 rozhodčí: Joshua Bondo (Botswana) |
| Cheikhou Kouyaté 20' Moussa Konaté 53' Mame Biram Diouf 82' | Report (FIFA) Report (CAF) |            | Stade Léopold Sédar Senghor, Dakar diváci: 35,000 rozhodčí: Joshua Bondo (Botswana) |

| 13.11.2015 16:00 UTC+3 |                            |          |                                                                                            |
| Keňa                   | 1–0                        | Kapverdy | Nyayo National stadion, Nairobi diváci: 12,000 rozhodčí: Denis Dembélé (Pobřeží slonoviny) |
| Michael Olunga 9'      | Report (FIFA) Report (CAF) |          | Nyayo National stadion, Nairobi diváci: 12,000 rozhodčí: Denis Dembélé (Pobřeží slonoviny) |

| 17.11.2015 18:00 UTC−1 |                            |      |                                                                                       |
| Kapverdy               | 2–0                        | Keňa | Estádio Nacional de Cabo Verde, Praia diváci: 12,000 rozhodčí: Joseph Lamptey (Ghana) |
| Héldon Ramos 45', 52'  | Report (FIFA) Report (CAF) |      | Estádio Nacional de Cabo Verde, Praia diváci: 12,000 rozhodčí: Joseph Lamptey (Ghana) |

| 14.11.2015 16:30 UTC+3              |                            |                        |                                                                                                |
| Tanzanie                            | 2–2                        | Alžírsko               | Benjamin Mkapa National stadion, Dar es Salaam diváci: 37,913 rozhodčí: Mahamadou Keita (Mali) |
| Elias Maguri 43' Mbwana Samatta 55' | Report (FIFA) Report (CAF) | Islam Slimani 72', 75' | Benjamin Mkapa National stadion, Dar es Salaam diváci: 37,913 rozhodčí: Mahamadou Keita (Mali) |

| 17.11.2015 19:15 UTC+1                                                                                           |                            |          |                                                                              |
| Alžírsko | 7–0                        | Tanzanie | Stade Mustapha Tchaker, Blida diváci: 35,000 rozhodčí: Sidi Alioum (Kamerun) |
| Yacine Brahimi 1' Faouzi Ghoulam 23', 59' (pen.) Riyad Mahrez 43' Islam Slimani 49' (pen.), 75' Carl Medjani 72' | Report (FIFA) Report (CAF) |          | Stade Mustapha Tchaker, Blida diváci: 35,000 rozhodčí: Sidi Alioum (Kamerun) |

| 11.11.2015 20:00 UTC+3 |                            |                     |                                                                            |
| Súdán                  | 0–1                        | Zambie              | Karima stadion, Karima diváci: 12,000 rozhodčí: Mohamed Benouza (Alžírsko) |
|                        | Report (FIFA) Report (CAF) | Winston Kalengo 28' | Karima stadion, Karima diváci: 12,000 rozhodčí: Mohamed Benouza (Alžírsko) |

| 15.11.2015 15:00 UTC+2                  |                            |       |                                                                                |
| Zambie                                  | 2–0                        | Súdán | Levy Mwanawasa stadion, Ndola diváci: 40,000 rozhodčí: Bakary Gassama (Gambie) |
| Lubambo Musonda 59' Winston Kalengo 81' | Report (FIFA) Report (CAF) |       | Levy Mwanawasa stadion, Ndola diváci: 40,000 rozhodčí: Bakary Gassama (Gambie) |

| 13.11.2015 14:30 UTC+1     |                            |        |                                                                                   |
| Libye                      | 1–0                        | Rwanda | Stade Olympique, Sousse (Tunisko) diváci: 500 rozhodčí: Malang Diedhiou (Senegal) |
| Faisal Al Badri 46' (pen.) | Report (FIFA) Report (CAF) |        | Stade Olympique, Sousse (Tunisko) diváci: 500 rozhodčí: Malang Diedhiou (Senegal) |

| 17.11.2015 15:30 UTC+2  |                            |                                                    |                                                                                   |
| Rwanda                  | 1–3                        | Libye                                              | Stade Régional Nyamirambo, Kigali diváci: 8,000 rozhodčí: Djamal Aden (Džibutsko) |
| Jacques Tuyisenge 45+3' | Report (FIFA) Report (CAF) | Mohamed El Monir 36', 90+3' Mohamed Al Ghanodi 48' | Stade Régional Nyamirambo, Kigali diváci: 8,000 rozhodčí: Djamal Aden (Džibutsko) |

| 12.11.2015 19:00 UTC±0                 |                            |                  |                                                                                     |
| Maroko                                 | 2–0                        | Rovníková Guinea | Stade Adrar, Agadir diváci: 32,000 rozhodčí: Daniel Bennett (Jihoafrická republika) |
| Youssef El-Arabi 30' Yacine Bammou 66' | Report (FIFA) Report (CAF) |                  | Stade Adrar, Agadir diváci: 32,000 rozhodčí: Daniel Bennett (Jihoafrická republika) |

| 15.11.2015 16:00 UTC+1 |                            |        |                                                                       |
| Rovníková Guinea       | 1–0                        | Maroko | Estadio de Bata, Bata diváci: 20,000 rozhodčí: Janny Sikazwe (Zambie) |
| Rui da Gracia 14'      | Report (FIFA) Report (CAF) |        | Estadio de Bata, Bata diváci: 20,000 rozhodčí: Janny Sikazwe (Zambie) |

| 11.11.2015 19:00 UTC+2 |                            |       |                                                                                  |
| Mosambik               | 1–0                        | Gabon | Estádio do Zimpeto, Maputo diváci: 18,730 rozhodčí: Parmendra Nunkoo (Mauricius) |
| Hélder Pelembe 54'     | Report (FIFA) Report (CAF) |       | Estádio do Zimpeto, Maputo diváci: 18,730 rozhodčí: Parmendra Nunkoo (Mauricius) |

| 14.11.2015 18:00 UTC+1 |                            |          |                                                                                  |
| Gabon                  | 1–0                        | Mosambik | Stade d'Angondjé, Libreville diváci: 20,000 rozhodčí: Bernard Camille (Seychely) |
| Malick Evouna 2'       | Report (FIFA) Report (CAF) |          | Stade d'Angondjé, Libreville diváci: 20,000 rozhodčí: Bernard Camille (Seychely) |

| 12.11.2015 16:00 UTC+1                               |                            |                      |                                                                                 |
| Benin                                                | 2–1                        | Burkina Faso         | Stade de l'Amitié, Cotonou diváci: 17,000 rozhodčí: Bouchaïb El Ahrach (Maroko) |
| Stéphane Sessègnon 45+2' (pen.) Babatounde Bello 84' | Report (FIFA) Report (CAF) | Préjuce Nakoulma 51' | Stade de l'Amitié, Cotonou diváci: 17,000 rozhodčí: Bouchaïb El Ahrach (Maroko) |

| 17.11.2015 18:00 UTC±0                           |                            |       |                                                                                    |
| Burkina Faso                                     | 2–0                        | Benin | Stade du 4 Août, Ouagadougou diváci: 21,212 rozhodčí: Mehdi Abid Charef (Alžírsko) |
| Jonathan Pitroipa 17' (pen.) Bertrand Traoré 70' | Report (FIFA) Report (CAF) |       | Stade du 4 Août, Ouagadougou diváci: 21,212 rozhodčí: Mehdi Abid Charef (Alžírsko) |

| 12.11.2015 15:30 UTC±0 |                            |                 |                                                                       |
| Togo                   | 0–1                        | Uganda          | Stade de Kégué, Lomé diváci: 25,000 rozhodčí: Yakhouba Keita (Guinea) |
|                        | Report (FIFA) Report (CAF) | Farouk Miya 39' | Stade de Kégué, Lomé diváci: 25,000 rozhodčí: Yakhouba Keita (Guinea) |

| 15.11.2015 16:00 UTC+3                |                            |      |                                                                                             |
| Uganda                                | 3–0                        | Togo | Mandela National stadion, Kampala diváci: 40,000 rozhodčí: Hamada Nampiandraza (Madagaskar) |
| Geofrey Massa 4' Farouk Miya 41', 45' | Report (FIFA) Report (CAF) |      | Mandela National stadion, Kampala diváci: 40,000 rozhodčí: Hamada Nampiandraza (Madagaskar) |

| 13.11.2015 15:30 UTC+1 |                            |                                                               |                                                                                               |
| Angola                 | 1–3                        | Jihoafrická republika                                         | Estadio Nacional de Ombaka, Benguela diváci: 25,000 rozhodčí: Bamlak Tessema Weyesa (Etiopie) |
| Gelson 2'              | Report (FIFA) Report (CAF) | Tokelo Rantie 13' Thamsanqa Gabuza 20' Andile Jali 80' (pen.) | Estadio Nacional de Ombaka, Benguela diváci: 25,000 rozhodčí: Bamlak Tessema Weyesa (Etiopie) |

| 17.11.2015 19:00 UTC+2  |                            |        |                                                                             |
| Jihoafrická republika   | 1–0                        | Angola | Moses Mabhida stadion, Durban diváci: 17,152 rozhodčí: Davies Omweno (Keňa) |
| Manucho Diniz 66' (vl.) | Report (FIFA) Report (CAF) |        | Moses Mabhida stadion, Durban diváci: 17,152 rozhodčí: Davies Omweno (Keňa) |

## Branky
4 branky
- Islam Slimani

3 branky
- Farouk Miya

2 branky
- Fauzí Ghulám
- Cédric Amissi
- Héldon Ramos
- Thievy Bifouma
- Yannick Bolasie
- Firmin Ndombe Mubele
- Giovanni Sio
- Ahmed Hassan Mahgoub
- Getaneh Kebede
- Naby Keïta
- Mohamed El Monir
- Mame Biram Diouf
- Winston Kalengo

1 branka
- Yacine Brahimi
- Rijád Mahriz
- Carl Medjani
- Gelson
- Babatounde Bello
- Stéphane Sessègnon
- Tapiwa Gadibolae
- Joel Mogorosi
- Préjuce Nakoulma
- Jonathan Pitroipa
- Bertrand Traoré
- Fiston Abdul Razak
- Vincent Aboubakar
- Stéphane Mbia
- Edgar Salli
- Ezechiel N'Douassel
- Hardy Binguila
- Delvin N'Dinga
- Francis N'Ganga
- Fabrice Ondama
- Michaël Nkololo
- Cyriac
- Jean Seri
- Mohamed Elneny
- Abdallah Said
- Dawit Fekadu
- Shimelis Bekele
- Rui
- Malick Evouna
- Jordan Ayew
- Wakaso Mubarak
- Idrissa Sylla
- Michael Olunga
- Faisal Al Badri
- Mohamed Al Ghanodi
- Faneva Imà Andriatsima
- Njiva Rakotoharimalala
- Cheick Diabaté
- Bakary Sako
- Samba Sow
- Cheikh Moulaye Ahmed
- Oumar N'Diaye
- Yacine Bammou
- Youssef El-Arabi
- Hélder Pelembe
- Efe Ambrose
- Moses Simon
- Jacques Tuyisenge
- Moussa Konaté
- Cheikhou Kouyaté
- Sadio Mané
- Thamsanqa Gabuza
- Andile Jali
- Tokelo Rantie
- Elias Maguri
- Mbwana Samatta
- Syam Ben Youssef
- Saad Bguir
- Yassine Chikhaoui
- Wahbi Khazri
- Geofrey Massa
- Lubambo Musonda

1 vlastní branka
- Manucho Diniz
- Dieumerci Mbokani